# Трубачово (Шегарський район)
Трубачо́во (рос. Трубачёво) — село у складі Шегарського району Томської області, Росія. Адміністративний центр Трубачовського сільського поселення.
Стара назва — Трубочево.

## Населення
Населення — 649 осіб (2010; 701 у 2002).
Національний склад (станом на 2002 рік):
- росіяни — 95 %